# Noemi Tour
Il Noemi Tour è il primo tour di concerti ufficiale tenuto dalla cantante italiana Noemi nel 2009.

## Descrizione
A meno di un mese dalla pubblicazione del suo EP di debutto, Noemi inizia il tour partendo dal Foro Italico di Roma il 15 maggio 2009 in occasione dei mondiali di beach volley, e terminandolo ad Ospedaletti (IM) il 29 agosto 2009 in occasione della notte bianca. Il tour ha fatto registrare in quasi tutte le tappe il tutto esaurito. Durante il tour, il 16 maggio 2009, Noemi apre un concerto del Greatest hits tour 2009 dei Simply Red presso il Teatro degli Arcimboldi di Milano. La cantante è stata impegnata anche con vari concerti di beneficenza tra cui Amiche per l'Abruzzo e il Concerto per Viareggio. Durante l'estate 2009 Noemi è stata impegnata anche con l'X Factor tour, l'MTV Mobile tour 2009, il Radionorba Battiti Live, il Sete di Radio Tour, il TRL - Total Request Live on tour 2009 e il Cornetto Free Music Tour.

## Formazione
Noemi viene accompagnata nel Noemi tour da:
- Lele Fontana (Tastiere)
- Giacomo Castellano (Chitarra)
- Ronny Aglietti (Basso)
- Donald Renda (Batteria)

## Scaletta
Noemi tour è il primo tour di Noemi. Durante questo tour sono stati eseguiti i brani contenuti nell'ep più alcune cover eseguite durante X Factor 2 ed altre tratte dal repertorio musicale di Noemi; in tutto i brani portati sul palco sono stati 12. I brani portati sul palco sono:
1. Briciole
2. Stelle appiccicate
3. Vertigini
4. Credo a ciò che vedo
5. Il cielo in una stanza (cover di Gino Paoli, interpretata anche da Mina)
6. Albachiara (cover di Vasco Rossi)
7. La costruzione di un amore (cover di Ivano Fossati, interpretata anche da Mia Martini)
8. I heard it through the grapevine (cover di Marvin Gaye, interpretata anche dai Creedence Clearwater Revival)
9. Seven days (cover di Sting)
10. Amandoti (cover dei CCCP, interpretata anche da Gianna Nannini)
11. Altrove (cover di Morgan)
12. Il paradiso (cover di Patty Pravo)

## Date
| Noemi tour* | Noemi tour* | Noemi tour* | Noemi tour*                                                                                    |
| Anno        | Mese        | Giorno      | Tappa                                                                                          |
| ----------- | ----------- | ----------- | ---------------------------------------------------------------------------------------------- |
| 2009        | maggio      | 15          | Roma - Foro Italico (in occasione dei mondiali di beach volley)                                |
| 2009        | maggio      | 16          | Milano - Teatro degli Arcimboldi (apre un concerto del Greatest hits tour 2009 dei Simply Red) |
| 2009        | maggio      | 17          | Milano - Parco Lambro (25 anni di Exodus di don Antonio Mazzi)                                 |
| 2009        | maggio      | 21          | Milano - Ippodromo del galoppo di San Siro (MotionFlow contest)                                |
| 2009        | maggio      | 22          | Apricena - Piazza Costa                                                                        |
| 2009        | maggio      | 29          | Arezzo - Sugar Reef Musicology                                                                 |
| 2009        | giugno      | 6           | Molfetta - concerto all'interno del Sete di Radio Tour                                         |
| 2009        | giugno      | 7           | Antegnate - centro commerciale                                                                 |
| 2009        | giugno      | 13          | Lonato del Garda - Big Mama's                                                                  |
| 2009        | giugno      | 20          | Foligno - Stadio San Giovanni Profiamma                                                        |
| 2009        | giugno      | 22          | Varese                                                                                         |
| 2009        | giugno      | 26          | Montebelluna (apertura del nuovo punto vendita "Quello Giusto")                                |
| 2009        | luglio      | 10          | Padova - Pride Village                                                                         |
| 2009        | luglio      | 11          | Salerno - Festa della pizza                                                                    |
| 2009        | luglio      | 24          | Roma - Spazio Zero (comunità Arcigay)                                                          |
| 2009        | agosto      | 1°          | Mola di Bari - Sagra del polpo                                                                 |
| 2009        | agosto      | 6           | Manduria - Festival del fitness                                                                |
| 2009        | agosto      | 14          | Nicotera                                                                                       |
| 2009        | agosto      | 15          | Prato della Valle - Palco fronte Lobo di Santa Giustina                                        |
| 2009        | agosto      | 17          | Polignano a Mare - Piazza Aldo Moro                                                            |
| 2009        | agosto      | 22          | Omegna - Piazza Salera                                                                         |
| 2009        | agosto      | 23          | Paravati di Mileto                                                                             |
| 2009        | agosto      | 29          | Ospedaletti - Notte bianca                                                                     |

* Sono escluse dall'elencazione, in quanto non facenti parte propriamente del Noemi tour, le date di:
- concerto Amiche per l'Abruzzo[21]
- Concerto per Viareggio[22]
- concerti di beneficenza[23]
- X Factor tour[24]
- MTV Mobile tour 2009
- Radionorba Battiti Live[25]
- TRL - Total Request Live on tour 2009[26]
- Ospitate radio live tour
- Manifestazione "Premio città dei cavalieri di Malta"[27]
- Gran Galà della musica[28]
- Rocksymphony[29]
- Cornetto Free Music Tour[30]